# Cavicularia densa
Cavicularia densa là một loài rêu trong họ Blasiaceae. Loài này được Stephani mô tả khoa học đầu tiên năm 1897.